# Допущення про безперервність діяльності
Допущення (принцип) про безперервність діяльності (англ. Going concern) — одне з основних припущень бухгалтерського обліку та аудиту , яке передбачає, що суб'єкт буде продовжувати здійснювати свою діяльність в доступному для огляду майбутньому і не має наміру та потреби в ліквідації або припинення діяльності. Згідно з цим допущенню активи і зобов'язання враховуються на тій підставі, що суб'єкт зможе реалізувати свої активи і виконати зобов'язання в ході звичайної діяльності. Свідченням порушення принципу безперервності може служити відмова банків в наданні організації кредитів, банкрутство великих дебіторів, відмова постачальників в наданні відстрочки платежу і інші явища [3].

## В бухгалтерському обліку
Допущення про безперервність діяльності організації з точки зору бухгалтерського обліку несе за собою такі наслідки:
- зміна власника підприємства не спричинить за собою зміни в бухгалтерському обліку;
- цінності, які обліковуються клієнтом, не повинні переоцінюватися;
- витрати, які принесуть доходи в майбутньому, повинні бути капіталізовані;
- на підприємстві повинні створюватися резерви;
- фінансові результати повинні бути розподілені по звітних періодах;
- багато фактів господарського життя здійснюються в умовах невизначеності;
- звітність повинна представлятися по певним рівним періодам

## МСФО
У МСФЗ (IAS) 1 цей принцип визначається так: "Фінансова звітність в обов'язковому порядку повинна складатися на основі припущення безперервності діяльності, за винятком випадків, коли керівництво організації або саме має намір ліквідувати організацію або припинити її діяльність, або змушене обрати такий спосіб дій в силу відсутності інших реальних альтернатив ".
МСФЗ (IFRS) 5 вводить облікові категорії, що мають безпосереднє відношення до принципу безперервності. Стандарт передбачає використання «групи вибуття» — це група чистих активів (активів і відповідних їм зобов'язань), вибуття яких буде здійснено в ході однієї операції за допомогою продажу або будь-яким іншим чином. Елементи групи вибуття повинні відображатися в балансі окремо від інших активів і зобов'язань. Крім того, якщо компанія набуває необоротних активів з метою його подальшого продажу, вона повинна на дату придбання кваліфікувати його як актив, призначений для продажу.
Таким чином, принцип безперервності відноситься не тільки до організації, але поширюється і на окремі її активи або групи активів, а також напрямки і компоненти господарської діяльності.
МСФЗ (IAS) 10 вимагає від організації розкриття в звіті про прибутки і збитки величини прибутку або збитку після оподаткування від припинених діяльності; величини чистих грошових потоків, що відносяться до операційного, інвестиційного і фінансового напрямками припинена діяльність.
1. ↑  BIM31030 - Business Income Manual  - HMRC internal manual - GOV.UK. www.gov.uk (англ.). Архів оригіналу за 10 липня 2017. Процитовано 27 лютого 2018.
2. ↑  Going concern assumption (Допущення про безперервність діяльності). 5 вересня 2012. Архів оригіналу за 22 листопада 2011. Процитовано 9 грудня 2011.